# Nicéphore Niépce
Joseph Nicéphore Niépce (7. ožujka 1765. — 5. lipnja 1833.) bio je francuski kemičar izumitelj i heliografije. Usavršavajući litografiju od 1813. do 1820., prvi je uspio fiksirati sliku stvorenu u mračnoj komori pomoću ploče prekrivenom na svjetlost osjetljivim slojem asfaltnog laka.

## Zivotopis
Joseph Nicéphore Niépce rođen je 7. ožujkaa 1765. godine u Chalon-sur-Saône, Saône-et-Loire u Francuskoj.
Nije znao naslikati slike koje su nastale pomoću Camere obscure kako je to svojedobno bilo popularno među slikarima i trudio se slike učiniti trajnim. Godine 2002. nađena je najstarija fotografija koju je stvorio Niépce u zbirci francuskog skupljača i utvrđeno je da potječe iz 1825. godine što znači da je starija od snimka nadvorija i bila je to slika gravure gdje mladić vodi konja u štalu i ova fotografija je zatim bila prodana na aukciji za 450.000 eura.

## Vanjske poveznice
- Website about Niépce
- Website about Niépce